# 千足鳳凰螺
千足鳳凰螺（学名：Lambis millepeda）为鳳凰螺科蜘蛛螺屬下的一个种。